# Загальний оподатковуваний дохід
Загальний оподатковуваний дохід — будь-який дохід, який підлягає оподаткуванню згідно з цим Законом, нарахований (виплачений) на користь платника податку протягом звітного податкового періоду (далі — оподатковуваний дохід).
Загальний оподатковуваний дохід складається з доходів, які підлягають кінцевому оподаткуванню при їх нарахуванні (виплаті); доходів, які підлягають оподаткуванню у складі загального річного оподатковуваного доходу; доходів, які оподатковуються за іншими правилами, визначеними цим Законом.
Загальний місячний оподатковуваний дохід дорівнює сумі оподатковуваних доходів, виплачених (нарахованих) протягом такого звітного податкового місяця.
Загальний річний оподатковуваний дохід дорівнює сумі загальних місячних оподатковуваних доходів, отриманих (нарахованих) протягом такого звітного податкового року.